# Trần Sĩ Trác

Tiến sĩ Trần Sĩ Trác, Khảo quan trường Hương Hà Nam năm 1897

Trần Sĩ Trác (chữ Hán: 陳士琢; 1843-?) là một Tiến sĩ Nho học Việt Nam. Ông đỗ Đệ tam giáp Đồng tiến sĩ xuất thân khoa Kỷ Sửu niên hiệu Thành Thái năm thứ 1 (1889).

## Hành trạng
Theo Bia Văn miếu Huế thì Trần Sĩ Trác sinh năm Quý Mão, thi đỗ năm 47 tuổi, người xã Đan Trường, tổng Đan Hải, huyện Nghi Xuân, phủ Đức Thọ, tỉnh Hà Tĩnh (nay thuộc xã Xuân Đan, huyện Nghi Xuân, tỉnh Hà Tĩnh). Ông đỗ Cử nhân Ân khoa năm Giáp Thân niên hiệu Kiến Phúc năm thứ 1 (1884). Khi vào thi Hội, ông đỗ thứ 10/12 Tiến sĩ khoa này.
Tương truyền, dòng tộc của ông là hậu duệ của Trần Nguyên Hãn. Sau khi thi đỗ, ông từng được triều đình bổ dụng làm Tri phủ Thăng Bình. Sau ông được rút về kinh, được triều đình bổ làm Giám khảo trường Hương Hà Nam, nổi tiếng là một Giám khảo nghiêm khắc; rồi làm Toản tu trong Quốc sử quán, tham gia biên soạn bộ Đại Nam thực lục (Chính biên, Đệ ngũ kỷ).